# Championnat d'Équateur de football 2022
Navigation
Édition précédente Édition suivante
La saison 2022 du championnat d'Équateur de football est la soixante-quatrième édition du championnat de première division professionnelle en Équateur et la quatrième sous l'appellation LigaPro.
Le format est identique à la saison passée, les 16 équipes se rencontrent une fois dans la première phase, le premier est qualifié pour la Copa Libertadores 2023 et pour la finale du championnat.
Lors de la deuxième phase, les 16 équipes se rencontrent de nouveau une fois, le premier est qualifié pour la Copa Libertadores 2023 et pour la finale du championnat en match aller et retour qui détermine le champion d'Équateur.
Si les deux phases ont donné lieu à un même vainqueur, celui-ci est évidemment sacré champion sans nécessité de finale.
Les deux derniers du classement cumulé sont relégués en deuxième division.

## Qualifications continentales
Le champion d’Équateur se qualifie pour la Copa Libertadores 2023, tout comme le finaliste et les deux autres équipes les mieux classées du classement cumulé. Les trois équipes suivantes de ce même classement obtiennent leur billet pour la Copa Sudamericana 2023 ainsi que le vainqueur de la Copa Ecuador.

## Les clubs participants
- Sociedad Deportiva Aucas
- Barcelona Sporting Club
- Delfín Sporting Club
- Club Deportivo Cuenca
- Liga Deportiva Universitaria de Quito
- Club Deportivo Universidad Católica del Ecuador
- Asociación Deportiva Nueve de Octubre
- Club Social y Deportivo Macara
- Guayaquil City Fútbol Club
- Independiente del Valle
- Club Sport Emelec
- Club Deportivo Técnico Universitario
- Mushuc Runa SC
- Orense Sporting Club
- Cumbayá Fútbol Club - Promu de Serie B
- Gualaceo Sporting Club - Promu de Serie B

## Compétition
Le barème utilisé pour établir les différents classements est le suivant :
- Victoire : 3 points
- Match nul : 1 point
- Défaite : 0 point

### Première phase
| Rang | Équipe                     | Pts | J  | G | N | P | Bp | Bc | Diff |
| ---- | -------------------------- | --- | -- | - | - | - | -- | -- | ---- |
| 1    | Barcelona Sporting Club    | 30  | 15 | 9 | 3 | 3 | 24 | 11 | +13  |
| 2    | CDU Católica del Ecuador   | 29  | 15 | 9 | 2 | 4 | 31 | 17 | +14  |
| 3    | LDU Quito                  | 29  | 15 | 9 | 2 | 4 | 26 | 22 | +4   |
| 4    | Independiente del Valle T  | 27  | 15 | 8 | 3 | 4 | 16 | 12 | +4   |
| 5    | Sociedad Deportiva Aucas   | 26  | 15 | 7 | 5 | 3 | 23 | 17 | +6   |
| 6    | Club Sport Emelec          | 23  | 15 | 6 | 5 | 4 | 23 | 15 | +8   |
| 7    | Delfín SC                  | 22  | 15 | 6 | 4 | 5 | 16 | 18 | -2   |
| 8    | Club Deportivo Cuenca      | 21  | 15 | 5 | 6 | 4 | 12 | 14 | -2   |
| 9    | Gualaceo Sporting Club P   | 21  | 15 | 6 | 2 | 7 | 18 | 23 | -5   |
| 10   | Mushuc Runa SC             | 19  | 15 | 5 | 4 | 6 | 19 | 21 | -2   |
| 11   | Guayaquil City Fútbol Club | 18  | 15 | 4 | 6 | 5 | 22 | 20 | +2   |
| 12   | Orense Sporting Club       | 18  | 15 | 4 | 6 | 5 | 14 | 13 | +1   |
| 13   | Macará                     | 13  | 15 | 3 | 4 | 8 | 12 | 19 | -7   |
| 14   | Cumbayá Fútbol Club P      | 13  | 15 | 3 | 4 | 8 | 12 | 23 | -11  |
| 15   | Técnico                    | 10  | 15 | 2 | 4 | 9 | 12 | 24 | -12  |
| 16   | 9 de Octubre               | 9   | 15 | 1 | 6 | 8 | 15 | 26 | -11  |

|  | Qualification pour la finale et la Copa Libertadores 2023 |
|  | T : Tenant du titre P : Promu de Serie B                  |

### Deuxième phase
| Rang | Équipe                     | Pts | J  | G | N | P | Bp | Bc | Diff |
| ---- | -------------------------- | --- | -- | - | - | - | -- | -- | ---- |
| 1    | Sociedad Deportiva Aucas   | 33  | 15 | 9 | 6 | 0 | 28 | 9  | +19  |
| 2    | Independiente del Valle T  | 29  | 15 | 9 | 2 | 4 | 20 | 16 | +4   |
| 3    | CDU Católica del Ecuador   | 27  | 15 | 8 | 3 | 4 | 22 | 12 | +10  |
| 4    | LDU Quito                  | 26  | 15 | 7 | 5 | 3 | 23 | 17 | +6   |
| 5    | Club Sport Emelec          | 25  | 15 | 7 | 4 | 4 | 22 | 15 | +7   |
| 6    | Club Deportivo Cuenca      | 22  | 15 | 6 | 4 | 5 | 18 | 16 | +2   |
| 7    | Técnico                    | 22  | 15 | 6 | 4 | 5 | 20 | 20 | 0    |
| 8    | Barcelona Sporting Club    | 21  | 15 | 5 | 6 | 4 | 24 | 19 | +5   |
| 9    | Delfín SC                  | 19  | 15 | 5 | 4 | 6 | 17 | 19 | -2   |
| 10   | Orense Sporting Club       | 18  | 15 | 4 | 6 | 5 | 16 | 17 | -1   |
| 11   | Cumbayá Fútbol Club P      | 18  | 15 | 4 | 6 | 5 | 15 | 16 | -1   |
| 12   | Guayaquil City Fútbol Club | 17  | 15 | 4 | 5 | 6 | 15 | 17 | -2   |
| 13   | Gualaceo Sporting Club P   | 14  | 15 | 4 | 2 | 9 | 10 | 23 | -13  |
| 14   | Mushuc Runa SC             | 12  | 15 | 2 | 6 | 7 | 12 | 22 | -10  |
| 15   | Macará                     | 11  | 15 | 2 | 5 | 8 | 17 | 28 | -11  |
| 16   | 9 de Octubre               | 10  | 15 | 2 | 4 | 9 | 12 | 25 | -13  |

|  | Qualification pour la finale et la Copa Libertadores 2023 |
|  | T : Tenant du titre P : Promu de Serie B                  |

### Finale du championnat
Les vainqueurs des deux phases se retrouvent en match aller et retour le 6 et le 13 novembre pour déterminer le champion.
| Équipe 1                | Résultat | Équipe 2                 | Aller | Retour |
| ----------------------- | -------- | ------------------------ | ----- | ------ |
| Barcelona Sporting Club | 0 - 1    | Sociedad Deportiva Aucas | 0 - 1 | 0 - 0  |

## Classement cumulé
| Rang | Équipe                     | Pts | J  | G  | N  | P  | Bp | Bc | Diff |
| ---- | -------------------------- | --- | -- | -- | -- | -- | -- | -- | ---- |
| 1    | Sociedad Deportiva Aucas   | 59  | 30 | 16 | 11 | 3  | 51 | 26 | +25  |
| 2    | CDU Católica del Ecuador   | 56  | 30 | 17 | 5  | 8  | 53 | 29 | +24  |
| 3    | Independiente del Valle T  | 56  | 30 | 17 | 5  | 8  | 36 | 28 | +8   |
| 4    | LDU Quito                  | 55  | 30 | 16 | 7  | 7  | 49 | 39 | +10  |
| 5    | Barcelona Sporting Club    | 51  | 30 | 14 | 9  | 7  | 48 | 30 | +18  |
| 6    | Club Sport Emelec          | 48  | 30 | 13 | 9  | 8  | 45 | 30 | +15  |
| 7    | Club Deportivo Cuenca      | 43  | 30 | 11 | 10 | 9  | 30 | 30 | 0    |
| 8    | Delfín SC                  | 41  | 30 | 11 | 8  | 11 | 33 | 37 | -4   |
| 9    | Orense Sporting Club       | 36  | 30 | 8  | 12 | 10 | 30 | 30 | 0    |
| 10   | Guayaquil City Fútbol Club | 35  | 30 | 8  | 11 | 11 | 37 | 37 | 0    |
| 11   | Gualaceo Sporting Club P   | 34  | 30 | 10 | 4  | 16 | 28 | 46 | -18  |
| 12   | Técnico                    | 32  | 30 | 8  | 8  | 14 | 32 | 44 | -12  |
| 13   | Mushuc Runa SC             | 31  | 30 | 7  | 10 | 13 | 31 | 43 | -12  |
| 14   | Cumbayá Fútbol Club P      | 31  | 30 | 7  | 10 | 13 | 27 | 39 | -12  |
| 15   | Macará                     | 24  | 30 | 5  | 9  | 16 | 29 | 47 | -18  |
| 8    | 9 de Octubre               | 19  | 30 | 3  | 10 | 17 | 27 | 51 | -24  |

|  | Qualification pour la Copa Libertadores 2023 |
|  | Qualification pour la Copa Sudamericana 2023 |
|  | Relégué en Serie B                           |
|  | T : Tenant du titre P : Promu de Serie B     |

## Bilan de la saison
| Championnat d'Équateur de football 2022 |                                      |
| Champion                                | Sociedad Deportiva Aucas (1er titre) |
| Coupes et trophées                      |                                      |
| Vainqueur de la Coupe d'Équateur 2022   | Independiente del Valle              |
| Qualifications continentales            |                                      |
| Copa Libertadores 2023                  | Barcelona Sporting Club              |
| Copa Libertadores 2023                  | Sociedad Deportiva Aucas             |
| Copa Libertadores 2023                  | CDU Católica del Ecuador             |
| Copa Libertadores 2023                  | Independiente del Valle              |
| Copa Sudamericana 2023                  | LDU Quito                            |
| Copa Sudamericana 2023                  | Club Sport Emelec                    |
| Copa Sudamericana 2023                  | Club Deportivo Cuenca                |
| Copa Sudamericana 2023                  | Delfín SC                            |
| Promotions et relégations               |                                      |
| Promus en Serie A                       | Club Deportivo El Nacional           |
| Promus en Serie A                       | Libertad Fútbol Club                 |
| Relégués en Serie B                     | Macará                               |
| Relégués en Serie B                     | 9 de Octubre                         |